# Chandpur (Distrikt)
Der Distrikt Chandpur (Bengalisch: চাঁদপুর জেলা, Cā̃dapur jelā, Chandpur Jela) ist ein Verwaltungsdistrikt im südöstlichen Bangladesch in der Division Chittagong. Der Distrikt hat 2.416.018 Einwohner (Volkszählung 2011).

## Geografie
Der 1645,32 km² große Distrikt grenzt im Norden an die Nachbardistrikte Kumilla und Munsiganj und im Osten abermals an Kumilla. Die Distrikte Noakhali, Lakshmipur und Barishal liegen südlich und der Fluss Meghna und die Distrikte Shariatpur und Munsiganj liegen an der westlichen Flanke Chandpurs.
Die wichtigsten Ströme sind der Meghna und der Padma, die sich in der Nähe der Distriktshauptstadt Chandpur vereinen.

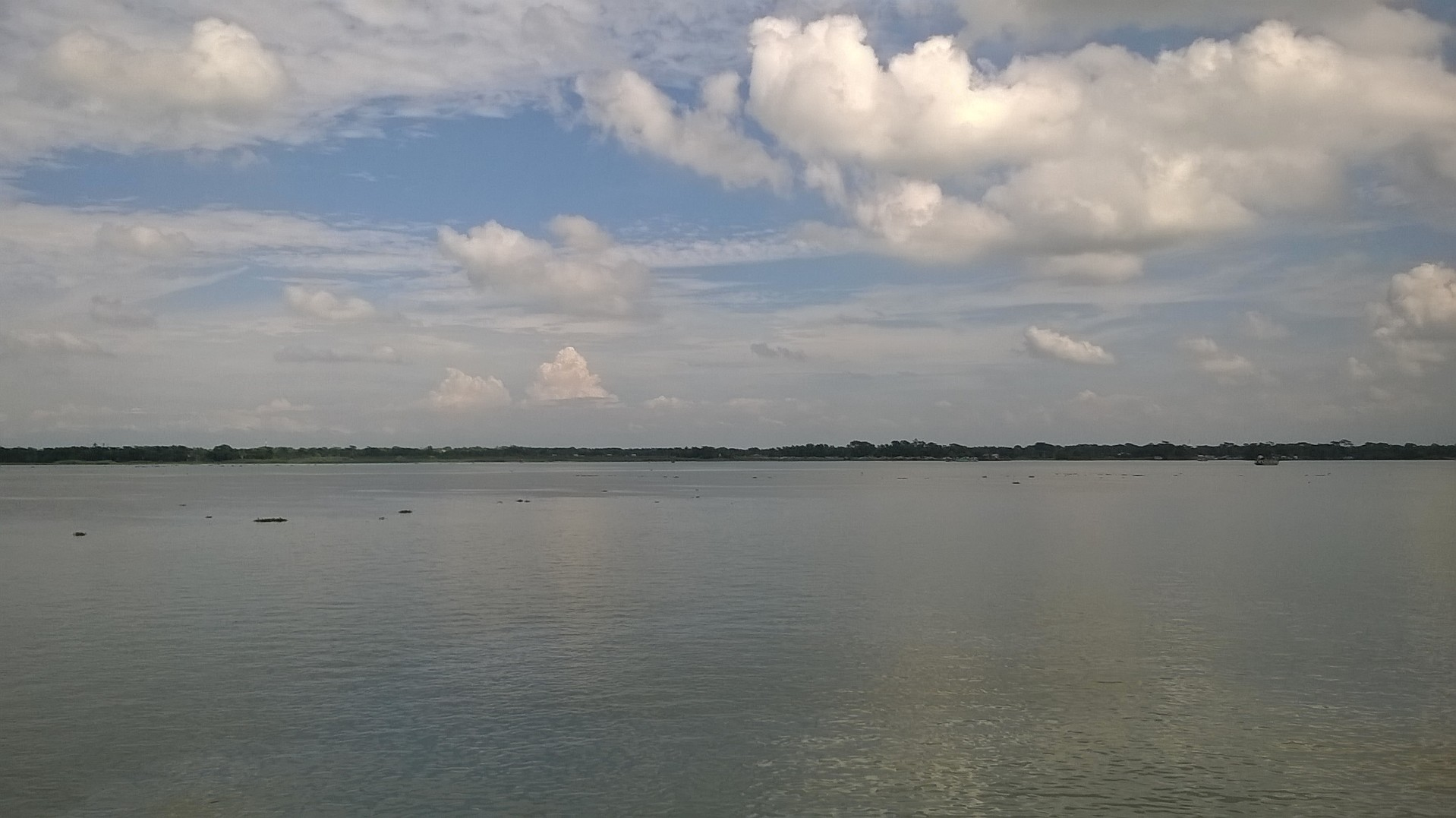
Der Meghna im Distrikt Chandpur

### Natur und Tierwelt
Die Vegetation entspricht der des gesamten Unterlaufs der Ganges mit zahlreichen immergrünen Bäumen. Hinzu kommen Obstbäume, Palmen und Bananenstauden.
Zur Tierwelt gehören Schakale, Füchse, der bengalische Mungo, Zibetkatzen, Eichhörnchen und Fledermäuse. Hinzu kommen zahlreiche Vogelarten, Fische, Reptilien, zahlreiche Schlangenarten und Amphibien.

### Klima
Das Klima ist subtropisch und die Temperaturen schwanken zwischen 12,7 und 34,3 °Celsius. Die durchschnittliche jährliche Regenmenge beträgt 2551 mm. Die durchschnittliche Luftfeuchtigkeit beträgt meist mehr als 70 %. In den Monaten von November bis März fällt wenig Regen. Juni, Juli und August sind die Monate mit dem meisten Regen.
Aufgrund seiner Lage wird das Gebiet immer wieder von Zyklonen, Überschwemmungen und Flutwellen heimgesucht.

## Geschichte
Jahrhundertelang gehörte die Region zum Gupta-Reich. Nach dessen Untergang regierten verschiedene regionale, buddhistische Dynastien. Das letzte buddhistische Reich war Pala. Doch erreichte in der Spätzeit des Pala-Reichs der Hinduismus die Region. Das auf Pala folgende Königreich Sena war bereits hinduistisch geprägt. Doch bis zur Eroberung durch das Sultanat von Delhi im Jahr 1230 waren sowohl der Buddhismus und der Hinduismus weit verbreitet. Unter den verschiedenen Islamischen Dynastien – nach dem Sultanat von Delhi das Sultanat von Bengalen und das Mogulreich – verschwand der Buddhismus gänzlich. Während zwischen dem 13. und 15. Jahrhundert die Muslime langsam zur Mehrheit wurden, blieben Teile der Bevölkerung dem Hinduismus treu. Das heutige Gebiet des Distrikts war jahrhundelang zwischen dem Sultanat von Bengalen und seinem Nachfolger Mogulreich einerseits und dem Königreich Twipra (englisch Tippera) umkämpft. Von 1733 bis 1765 gehörte es zum Mogulreich und von 1765 bis 1947 zu Britisch-Indien als Teil der Chittagong-Division und des Distrikts Kumilla. Von 1947 bis 1971 war der Distrikt Teil von Ost-Pakistan in der Republik Pakistan. Beim Unabhängigkeitskrieg von Ost-Pakistan (heute Bangladesch) wurde das Gebiet im Dezember 1971 von bengalischen Truppen befreit. Am 5. Februar 1984 wurde der bisherige Subdistrikt Chandpur durch Abspaltung unabhängig von Kumilla und ein eigener Distrikt.

## Bevölkerung

### Bevölkerungsentwicklung
Wie überall in Bangladesch wächst die Einwohnerzahl im Distrikt seit Jahrzehnten stark an. Dies verdeutlicht die folgende Tabelle:

### Bedeutende Orte
Einwohnerstärkste Ortschaft innerhalb des Distrikts ist der Distriktshauptort Chandpur. Weitere Städte (Towns) sind Faridganj, Hajiganj, Kachua, Motlab, Sengarchar und Shahrasti. Die städtische Bevölkerung macht insgesamt nur 18,03 Prozent der gesamten Bevölkerung aus. Die Einwohnerzahlen der Hauptorte der Upazilas und weiterer Orte mit mehr als 10000 Einwohnern:

## Verwaltung
Chandpur wurde 1878 als administrative Untereinheit des Distrikts Tripura geschaffen. Innerhalb des administrativen Systems Bangladeschs ist Chandpur erst seit 1984 ein selbstständiger Distrikt. Er ist administrativ in folgende sieben Upazilas unterteilt: Chandpur Sadar, Faridganj, Haimchar, Hajiganj, Kachua, Motlab und Shahrasti. Innerhalb dieser Verwaltungsunterteilung gibt es sieben selbstverwaltende Stadträte (municipalities), 87 Union Parishads (Dorfräte) und 1230 Dörfer.

## Wirtschaft
Insgesamt gibt es (2011) 1.834.277 Personen, die älter als 10 Jahre alt sind. Von diesen sind 621.962 Personen in der Schule, 22.617 Menschen auf Arbeitssuche und 638.844 Menschen arbeiten in einem Haushalt. 550.854 Personen sind erwerbstätig. Davon arbeiten 282.301 (=51,2 Prozent) Personen in Landwirtschaft und Fischerei, 63.210 in der Industrie und 205.343 Menschen im Bereich Dienstleistungen.
Landwirtschaftliche Haupterzeugnisse sind Reis, Jute, Weizen, Zuckerrohr, Kartoffeln, Hülsenfrüchte und Pflanzenöle. Als am meisten verbreiteten Obstsorten und Beeren gelten Mangos, Brombeeren, Jackfrucht, Papayas, Kokosnüsse, Bananen und Limonen. Die Hauptexporterzeugnisse sind Fische, Garnelen, Betelnüsse und Kartoffeln.

## Gesundheit
Es gibt ein einziges Krankenhaus und in jedem Unterbezirk ein Gesundheitszentrum. Auf örtlicher Ebene gibt es zudem kleinere Gesundheitszentren und Familienplanungszentren.

## Verkehr
Im ganzen Distrikt gibt es nur wenige Bahnlinien. Deshalb wickelt sich der regionale Verkehr meist mit Autorikschas und Kleinbussen und der überregionale Verkehr mit Bussen ab. Wegen der Lage am Zusammenfluss des Padma und des Meghna sowie anderen Flüssen durch das Gebiet ist zudem der Wassertransport wichtig.